# سوبرانو كولوراتورا

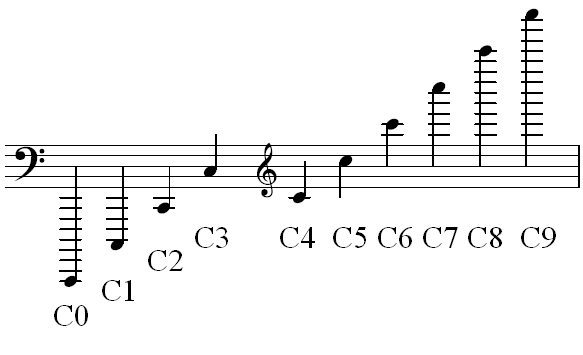

سوبرانو كولوراتورا هو نوع من أصوات السوبرانو المستخدمة في الأوبرا، يتخصص في الموسيقى التي تتميز بسلالم رشيقة وارتجاجات.
يطلق مصطلح كولوراتورا على زخرفة اللحن، والتي عادة ما تكون مكونا للموسيقى مكتوبة لهذا الصوت. بداخل فئة الكولوراتورا، هناك أدوار مكتوبة خصيصا لأنواع الأصوات الأخف، والتي تعرف باسم الكولوراتورا الغنائية وغيرها للأصوات الأغلظ المعروفة باسم الكولوراتورا الدرامية. تحدد الفئات داخف مدى صوتي معين بحجم ووزن ولون الصوت.